# Isla La Roncière
La isla La Roncière, también escrito Ronser, Ronsier o La Ronser (en ruso: Остров Ла-Ронсьер, romanizado: Óstrov La-Ronsier) es una isla en el archipiélago conocido como Tierra de Francisco José, en Rusia.
Su superficie es de 441 km². Su latitud es 81° N y su longitud 61° E. El punto más alto de la isla está a 431 m. Esta casi completamente cubierta de glaciares a excepción de dos pequeños puntos de la costa en el noreste y en el oeste.
La Roncière se encuentra al norte de la tierra de Wilczek, separado de esta por un canal de 8 km de ancho.

## Historia
Fue bautizada en 1874 por Julius von Payer y Karl Weyprecht en honor del capitán La Roncière Le Noury. La expedición Ziegler la denominó isla Whitney en 1903, lo cual explica su presencia con este nombre en algunos mapas. 